# Püssi
Püssi – miasto (prawa miejskie od 1993) i gmina miejska we wschodniej Estonii, w prowincji Virumaa Wschodnia, przy drodze łączącej Tallinn z Sankt Petersburgiem. Liczy 1,783 mieszkańców (2012).
W okolicy znajduje się góra z popiołu, wytworzonego przy wydobyciu łupków bitumicznych. Wzniesienie wykorzystywane jest do motocrossu. Od 2005 roku odbywa się Püssi Punk Festival, gromadzący muzyków z nutu punk, blues, rock.
Znajduje tu się stacja kolejowa Püssi, położona na linii Tallinn – Narwa.

## Historia
Po raz pierwszy wzmiankowane było w 1493 roku. W czasach ZSRR stanowiło centrum wytwarzania płyt wiórowych, jednak po upadku komunizmu gospodarka załamała się. Do 2002 roku dług miasta osiągnął poziom 20 mln koron estońskich, wartość domów spadała do zera, jednak od tego czasu poziom życia poprawia się. Maleje jednakże liczba mieszkańców, których w 1989 było 2,4 tys., a w 2012 było ich już 1783.